# قورس جميل
قورس جميل (الاسم العلمي: Coris venusta) هو نوع من الأسماك يتبع جنس القورس من الفصيلة اللبروسية.